# نووه
نووه (به لاتین: Nowe) یک شهرک در لهستان است که در شهرستان شفیچه واقع شده‌است.

## خصوصیات
نووه ۳٫۵۷ کیلومترمربع مساحت و ۶٬۲۵۲ نفر جمعیت دارد.